# Németh Sándor (matematikus)
Németh Sándor (Kolozsvár, 1938. december 31. –) matematikus, a Magyar Tudományos Akadémia külső tagja, Németh Júlia újságíró férje, Németh Sándor Zoltán matematikus apja.

## Élete
Az elemi iskolát anyai nagyszülei falujában, az Arad megyei Borossebesben végezte. Gimnáziumi tanulmányait Aradon, a Magyar Vegyes Líceumban (hajdani katolikus gimnázium, később 3-as Számú Középiskola) folytatta, és ott érettségizett 1956-ban. A kolozsvári Bolyai Egyetemen kezdte matematikai tanulmányait, tanárai Ney András, Maurer Gyula, Radó Ferenc, Gergely Jenő, Kalik Károly és Cseke Vilmos voltak, majd 1959-től az egyesített Babeş–Bolyai Tudományegyetem matematika-fizika szakán tanult és  szerzett tanári oklevelet (1960-ban). Ezt követően a Román Akadémia kolozsvári fiókjának Számítási Intézetében dolgozott, emellett tanársegédként az egyetemen is oktatott. 1971-ben szerzett doktori címet. 1979-től a Matematikai Lapok szerkesztőbizottságában tevékenykedett. 1990-től a kolozsvári egyetem docense, majd 1995-től tanára. 2006-ban vonult nyugdíjba. 2007-ben a Magyar Tudományos Akadémia külső tagjává választották. Egyik alapító tagja volt az újjáalakult Erdélyi Múzeum-Egyesület Matematika és Informatika Osztályának.

## Munkássága
Kutatási területe a nemlineáris funkcionálanalízis, approximációelmélet, topológia, illetve a rendezett vektorterek.
A Csebisev-rendszerekkel kapcsolatban általánosította M. G. Krein tételét az úgynevezett Markov-bázisok létezésével kapcsolatban. Úttörő jellegűek a rendezett vektorterekkel, ezen belül a vektoriális konvexitással és minimalizálással kapcsolatos eredményei. Szükséges és elégséges feltételt adott Pareto-pont létezésére.

## Művei
Tudományos dolgozatai (amelyeket Németh B. Alexandru néven jegyez) romániai, lengyel, jugoszláviai, angol, egyesült államokbeli és németországi matematikai folyóiratokban jelentek meg.

### Könyvei
- Valós analízis (egyetemi jegyzet), Ábel Kiadó, 2009
- Komplex analízis I. (egyetemi jegyzet), Ábel Kiadó, 1. kiadás 2004, 2. kiadás 2010. (Bulboacă Teodorral)

### Válogatás cikkeiből
- Németh, A. B.; Németh, S. Z. Lattice-like subsets of Euclidean Jordan algebras. in Essays in mathematics and its applications, 159--179, Springer,  2016.
- Németh, A. B.; Németh, S. Z. Isotonic regression and isotonic projection. Linear Algebra Appl. 494 (2016), 80--89.
- Németh, A. B.; Németh, S. Z. Isotone retractions onto the positive cone of the ordered Euclidean space. in Mathematics without boundaries, 381--396, Springer, New York, 2014.
- Németh, A. B.; Németh, S. Z. How to project onto an isotone projection cone. Linear Algebra Appl. 433 (2010), no. 1, 41–51.
- Kramer, Horst; Németh, A. B. Supporting sphere for a special family of compact convex sets in the Euclidean space. Math. Pannon. 19 (2008), no. 1, 3–12.
- Isac, G.; Németh, A. B. A relation between nuclear cones and full nuclear cones. Aust. J. Math. Anal. Appl. 2 (2005), no. 2, Art. 13, 10 pp.
- Németh, A. B. The Fenchel-Young duality and the best approximation problem. Pure Math. Appl. 15 (2004), no. 1, 55–62 (2005).
- Németh, A. B. Regular ordering and existence of minimum points in uniform spaces and topological groups. Positivity 8 (2004), no. 3, 305–313.
- Németh, A. B. The facial structure of the finite dimensional latticial cone. Math. Pannon. 15 (2004), no. 2, 175–198.
- Németh, A. B. Ordered uniform spaces and variational problems. Ital. J. Pure Appl. Math. No. 16 (2004), 183–192.
- Németh, A. B. Characterization of a Hilbert vector lattice by the metric projection onto its positive cone. J. Approx. Theory 123 (2003), no. 2, 295–299.
- Németh, A. B. On the interpolation shadow of a finite dimensional subspace of a normed space. East J. Approx. 8 (2002), no. 2, 145–150.
- Németh, A. B. Ekeland's variational principle in ordered abelian groups. Nonlinear Anal. Forum 6 (2001), no. 2, 299–312.
- Németh, A. B. Geometry of regular plane sets and Chebyshev system theory. Math. Pannon. 11 (2000), no. 1, 63–76.
- Németh, A. B. A Chebyshev system approach to the boundary behaviour of the sublinear functions. Studia Univ. Babeş-Bolyai Math. 43 (1998), no. 4, 71–83.
- Németh, A. B. Augmentation to a periodic Chebyshev system of three functions. Mathematica 40(63) (1998), no. 2, 259–267.
- Németh, A. B. A Chebyshev system approach to the boundary behaviour of the sublinear functions. in: Approximation and optimization, Vol. I (Cluj-Napoca, 1996), 323–326, Transilvania, Cluj-Napoca.
- Németh, A. B. On two notions of generalized convexity and the boundary behaviour of the bivariate convex functions. Pure Math. Appl. 6 (1995), no. 2-3, 251–271.
- Németh, A. Convex operators: some subdifferentiability results. Optimization 23 (1992), no. 4, 275–301.
- Isac, George; Németh, Alexandru B. Isotone projection cones in Euclidean spaces. Ann. Sci. Math. Québec 16 (1992), no. 1, 35–52.
- Isac, G.; Németh, A. B. Isotone projection cones in Hilbert spaces and the complementarity problem. Boll. Un. Mat. Ital. B (7) 4 (1990), no. 4, 773–802.
- Isac, G.; Németh, A. B. Projection methods, isotone projection cones, and the complementarity problem. J. Math. Anal. Appl. 153 (1990), no. 1, 258–275.

### Versei
1967 és 1974 között írt verseit 2015-ben és 2017-ben adta ki Kolos Kosbor néven.
- Bagolyköpet, Kolozsvár, 2015, 206. o.  ISBN 978-973-0-20443-8
- Tudományom:, Kolozsvár, 2017, 88. o. ISBN 978-973-0-25770-0

A két kötet versei interneten is elérhetők.